# غاري د.
غاري د. (بالألمانية: Gary D.)‏ هو دي جيه ألماني، ولد في 5 ديسمبر 1963 في هامبورغ في ألمانيا، وتوفي في 2 سبتمبر 2016 بسبب انصمام رئوي.

## وصلات خارجية
- الموقع الرسمي
- غاري د. على موقع ميوزك برينز (الإنجليزية)
- غاري د. على موقع ميوزك برينز (الإنجليزية)
- غاري د. على موقع ميوزك برينز (الإنجليزية)
- غاري د. على موقع ديسكوغز (الإنجليزية)
- غاري د. على موقع ديسكوغز (الإنجليزية)
- غاري د. على موقع ديسكوغز (الإنجليزية)